# Do It Well
"Do It Well" je pjesma američke R&B pjevačice Jennifer Lopez s njenog šestog studijskog albuma  Brave. Objavljena je 25. rujna 2007. kao najavni singl za isti. Singl je bio osrednji hit na top listama singlova. U SAD-u je singl dospio do broja 1 na tamošnjoj top listi dance singlova. Pjesmu su napisali Ryan Tedder i Leonard Caston, a producent je Ryan Tedder.
Pjesma je korištena u Filipinskoj igri i emisiji Wowowee. Singl je postao jedan od Lopezinih najuspješnijih singlova u Italiji i njen peti broj 1 dance singl u SAD-u. Redatelj spota je David LaChapelle, a premijera videa bila je početkom rujna 2007. godine.